# أميرة غنيم
أميرة غنيم (1978 -)، كاتبة وروائية تونسية حاصلة على التبريز في اللغة والأدب العربية، كما حصلت على الدكتوراه في اختصاص اللسانيات والترجمة باللغة التونسية، وصدر لها كتب حول الترجمة واللسانيات. صدرت لها رواية "الملف الأصفر" عام 2019م والتي حصلت على جائزة الشيخ راشد بن حمد عام 2020م، و رُشّحت روايتها الثانية نازلة دار الأكابر الصادرة عن دار مسعى للنشر والتوزيع للفوز بجائزة البوكر العربية للرواية لعام 2021.

## مؤلفاتها

### الروايات
ألفت أميرة غنيم عددًا من الروايات من أهمها:
- الملف الأصفر: صدرت عام 2019.[6]
- نازلة دار الأكابر: صدرت عام 2020 عن دار مسكلياني للطبع والنشر والتوزيع.[7][5]
- تراب سخون: صدت عام 2024 عن دار مسكلياني للطبع والنشر والتوزيع.[8]
- العظماء يموتون في أفريل. صدت عام 2025 عن دار مسكلياني للطبع والنشر والتوزيع.[9]

### مؤلفات أخرى
- المزج التصوري: النظرية وتطبيقاتها في العربية. صدرت عام 2019 عن دار مسكلياني للطبع والنشر والتوزيع.[10]

## الجوائز
- جائزة الأدب العربي، معهد العالم العربي بباريس ومؤسسة جون لوك لاغادير، 2024م.